# Jean-Pierre Eustache
Jean-Pierre Eustache (Caen (Calvados), 14 d'octubre, 1930 - Suresnes (Alts del Sena), 1 de juliol, 2014), va ser un flautista francès.

## Biografia
Nascut d'una família de músics. Es va casar amb Genevieve Dinand, professora de piano i concertista.
Primer premi de flauta als 12 anys al conservatori de la seva ciutat natal. Després estudiant al Conservatori Nacional de Música de París on els seus professors van ser Marcel Moyse i Roger Cortet. Arribà el primer de la seva classe, va obtenir una primera medalla de solfeig i el 1952 un primer premi de flauta.
Jean-Pierre Eustache és successivament professor de flauta al Conservatori de Reims, professor de flauta i teoria musical al Conservatori de Grenoble.
L'any 1960 es va incorporar a l'orquestra del "Théâtre National" de l'Òpera de París, com a flautista, després d'un concurs brillant. El 1963, va ser nomenat 1r flauta solista en un concurs.
Ha tocat sota la batuta dels millors directors del planeta.

## Cites
| « | "Quan citem els grans flautistas, ja sigui d'abans d'ahir (Moyse, Le Roy, Gaubert, Caratgé, Crunelle, Dufrêne) o d'ahir (Rampal, Bourdin, Marion, Michel Debost, Lardé, Larrieu), hauríem d'aconseguir en l'hàbit d'afegir Jean-Pierre Eustache." | » |

2002 - Christian Merlin, crític musical a Le Figaro

## Algunes dates clau
- 1950 - Estudiant del Conservatori Nacional Superior de Música de París on els seus mestres van ser Marcel Moyse, Roger Cortet. Va rebre 1st a la classe de Marcel Moyse.
- 1952 - Professor de flauta al Conservatori de Reims i flautista al teatre d'aquesta ciutat.
- 1953 - Nomenat per oposició professor de flauta i solfeig al Conservatori de Grenoble.
- 1954 - Obté la 1a medalla per unanimitat al Concurs Internacional de Ginebra, després de participar en la final, amb l'Orquestra de la Suisse Romande.
- 1958 - Va guanyar per unanimitat el segon premi de flauta al Concurs Internacional de Ginebra.
- 1960 - S'incorpora a l'Orquestra del Teatre Nacional d'Òpera, com a flautista.
- 1962 - Nomenat al concurs de solistes 2a flauta a l'Òpera amb la sortida de Jean-Pierre Rampal.
- 1963 - Nomenat concurs de 1a flauta solista al "Théâtre National" de l'Opéra en substitució de Lucien Lavaillotte
- 1966 - Interpretada amb Lily Laskine, el Concert per a flauta, arpa i orquestra (Mozart).
- 1970 - Alain Lombard li ofereix el càrrec de "flauta principal" a l'orquestra de Miami (Florida), però el sindicat nord-americà s'hi oposa.
- 1972 - Esdevé membre de la Societat Francesa de Musicologia.
- 1973 - Palau Garnier – juny
- Va participar amb Carolyn Carlson en la creació coreogràfica de "Densité 21.5" d'Edgard Varèse per a flauta solista i posteriorment en va gravar a l'Oficina de Radiodifusió de la Televisió Francesa
- 1989 - Participa a l'excepcional vetllada d'inauguració de l'Òpera Bastille el 14 de juliol.

## Honors
- Cavaller de l'Orde de les Arts i les Lletres en relació al seu treball de recerca musicològica. classe de 2003

## Escrits, publicacions
- Creació única en el món de la Taula Cronològica de Flautistes i Directors d'Òpera des del 1671 fins al 1980.
- Creació de la història dels violins solistes de l'Òpera des de 1671 i dels violoncel·listes des del segle XVIII
- Variacions per a flauta sobre un tema de Paganini
- El 2006, va participar activament en la redacció d'un Gran Llibre sobre l'Òpera de París (Garnier)

## Col·lecció particular

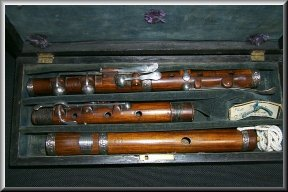
Flute Drouet

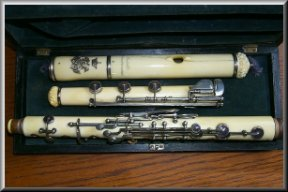
Flûte du Tzar

Jean-Pierre Eustache també és col·leccionista. De fet té 2 flautes excepcionals.
- La primera és una flauta de fusta de Louis Drouet (període de Bond Street, amb estoig d'època vers 1816 – 1817) - El número 240 està gravat a les quatre parts de l'instrument. Hi ha molt pocs exemples de flautes Drouet de 8 claus al món.
- La segona és una flauta d'ivori feta entre els anys 1880 i 90 i té 13 claus esmaltades de forma cònica. La seva longitud total és de 723 mil·límetres i té 4 parts. Aquesta flauta, que va pertànyer al tsar de tota Rússia, Nicolau II, li va ser regalada l'any 1972 per un dels seus amics flautista de la Filharmònica de Leningrad, Vladimir Fedotov.
- Perquè consti, la filla de Vladimir Fedotov, Maria Fedotova, va començar a tocar la flauta amb dues flautes de Jean-Pierre Eustache. (Avui és flautista de l'Orquestra Simfònica Txaikovski de Sant Petersburg)!
- El 2013, Maria i Jean-Pierre es van conèixer a París durant el Concert de Maria al Théâtre des Champs-Élysées. En aquesta ocasió, Jean-Pierre Eustache li va regalar la flauta del tsar regalada pel seu pare 32 anys abans.

## Vida privada[calcitació]
Jean-Pierre Eustache va tenir quatre fills:
- Eric-Pierre, informàtic (nascut el 1957)
- Isabelle, professora de dansa (1959)
- Philippe, músic i instructor de primers auxilis (1961)
- Sarah, estudiant de dret (2001)

## Discografia
Léo Delibes : Coppélia
- Release Date: 06/27/2000 - Label: EMI CLASSICS - Catalog No.: 73731

Sylvia i Coppélia [Highlights]
- Release Date: 09/29/1992 - Label: EMI CLASSICS - Cataleg No.: 67208

Edgar Varèse: densitat 21.5 (Opéra Garnier 1973) Carolyn Carlson, Dansa.
- Carmen à l'Opéra de Paris (flautista solo)

Antonio Vivaldi
- sis concerts per a flauta i cordes, opus 10 - 1960 - Segell, Musidisc Europe 30 RC 779
- Collegium Musicum de Paris - direcció Roland Douatte
- Jean-Pierre Eustache, Flauta, Anne-Marie Beckensteiner, clavecín

Michel Corrette
- Concerts de Nadal
- La Bella Dorment (conte)
- text dit per Gérard Philipe, Flauta Jean-Pierre Eustache
- Òpera de Lucia di Lammermoor
- Flauta solista al to de la bogeria amb Mady Mesplé